# Cosimo Rosselli
Pour les articles homonymes, voir Rosselli.
Cosimo di Lorenzo Rosselli (Florence, 1439-1507) est un peintre italien qui a été élève de Neri di Bicci à l'âge de 14 ans.

## Biographie
Cosimo Rosselli est connu pour sa participation à la décoration  de la chapelle Sixtine du Vatican (la Cène) avec Michel-Ange, Le Pérugin, Sandro Botticelli, Domenico Ghirlandaio, Pinturicchio.
Il a subi dans sa jeunesse l'influence de Benozzo Gozzoli et de Alesso Baldovinetti.

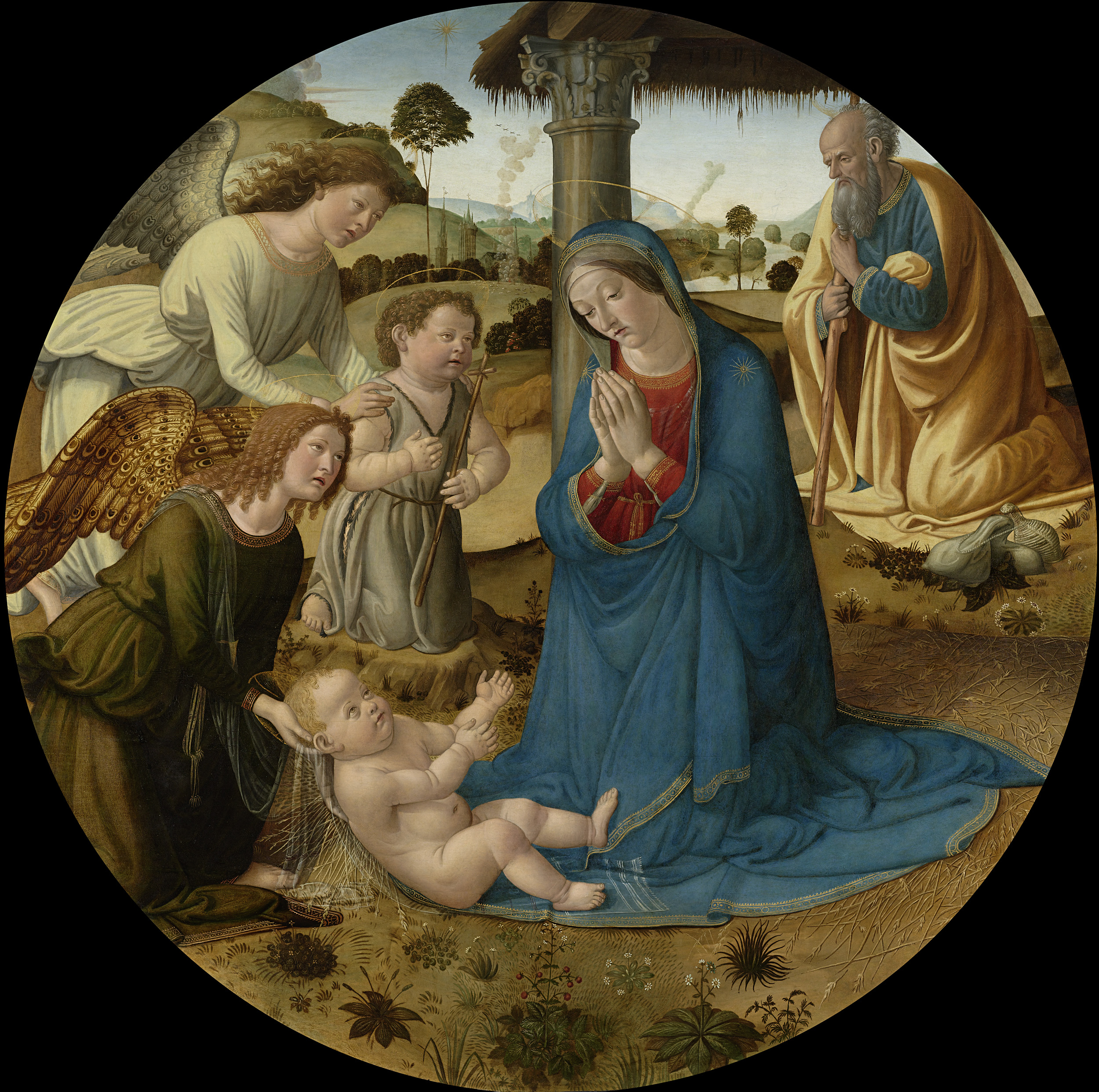
Adoration de l'Enfant
1490-1500, Amsterdam

## Œuvres
- L' Annonciation (1473), 147 × 149 cm, Musée du Petit Palais (Avignon)[1]
- Sainte Barbe entre saint Jean-Baptiste et saint Matthieu (1468), détrempe sur bois, 215 × 219 cm, musée des Offices, Florence[2]
- Vierge à l'Enfant (~1470)[3] et Descente de la croix (~1480)[4] Museum of Fine Arts, Boston ;
- Portrait d'un homme (1481-1482), Vierge à l'Enfant avec saint Jean Baptiste jeune (vers 1490), Vierge à l'Enfant avec anges, Metropolitan Museum of Art, New York[5]
- Adoration de l'Enfant (1490-1500), huile sur panneau, tondo de 114 cm, Rijksmuseum, Amsterdam
- Chapelle Sixtine au Vatican : 
  - Passage de la Mer rouge (attribués aussi à Domenico Ghirlandaio ou Biagio d'Antonio)
  - Remise des Tables de la Loi[6]
  - Le Pape Denys
  - Sermon sur la Montagne[6]
  - Le Pape Calixte Ier
  - La Cène (Cenacolo dei Santi Girolamo e Francesco alla Costa), costa san Giorgio en Oltrarno, Florence.